# Jatrań
Jatrań (ukr. Ятрань) – rzeka na Ukrainie, prawy dopływ Siniuchy.
Płynie przez Wyżynę Naddnieprzańską, jej długość wynosi 104 km, a powierzchnia dorzecza 2170 km².
Dopływy: Umanka (lewy), Ropotucha.